# Petar Lela
Petar Lela (* 17. März 1994 in Split) ist ein kroatischer Fußballspieler, der als Abwehrspieler beim Bonner SC in der Regionalliga West spielt.

## Karriere
Petar Lela begann seine Fußballkarriere in der moldawischen Divizia Națională beim Verein FC Sheriff Tiraspol. In der Saison 2013/14 gewann er mit Sheriff die Meisterschaft sowie 2014 den Supercup. Sein Ligadebüt gab er beim 1:0-Sieg gegen den FC Tiraspol.
Anschließend wechselte Lela nach Kroatien in die 2. HNL und schloss sich dem HNK Gorica an. Am ersten Spieltag der Saison 2015/16 gab er sein Debüt beim 2:0-Sieg über den NK Sesvete. Im Jahr 2015 absolvierte er 7 Einsätze für den HNK Gorica.
Mit dem NK Zagora Unešić setzte Lela seine Karriere 2016 in Kroatien fort, bevor er nach Deutschland wechselte. In der Saison 2016/17 spielte er für den FSV Wacker 90 Nordhausen, wo er in zwei Jahren 28 Spiele bestritt und dabei drei Tore erzielte.
Anschließend wechselte Lela zum FC Rot-Weiß Erfurt, wo er in den Spielzeiten 2018/19 und 2019/20 insgesamt 50 Einsätze absolvierte und fünf Tore erzielte. In der Saison 2020/21 schloss sich Lela dem SV Babelsberg 03 an und gewann mit dem Klub den Landespokal Brandenburg. Von 2022 bis 2025 spielt Petar Lela für den 1. FC Düren, bis der Verein Insolvenz anmeldete. Nach der Insolvenz des Vereins wechselte er zum Bonner SC, der ebenfalls in die Regionalliga West aufgestiegen ist.

## Erfolge
- Landespokal-Brandenburg-Sieger: 2020/21 mit dem SV Babelsberg 03